# Ataque a Al-Mawasi de junio de 2024
El ataque a Al-Mawasi de junio de 2024 fueron una serie de ataques llevados a cabo por las Fuerzas de Defensa de Israel (FDI) que tuvieron lugar el 21 de junio de 2024, contra la «zona humanitaria segura» designada por Israel en el campamento de tiendas de campaña de refugiados palestinos en Al-Mawasi, cerca de Jan Yunis, al sur de la Franja de Gaza, durante la guerra entre Israel y Gaza.
El Ministerio de Salud de Gaza informó que 25 personas murieron y otras 50 resultaron heridas en las dos rondas de bombardeos. Se trata del segundo bombardeo israelí contra el campo de refugiados de Al-Mawasi en menos de un mes; el ataque del 28 de mayo mató a más de 21 personas e hirió a otras 64.

## Antecedentes
Después de que Israel emitiera una serie de órdenes de evacuación de la Franja de Gaza durante la guerra entre Israel y Gaza, los habitantes de muchas áreas de Gaza se vieron obligados a abandonar su hogares y huir de los combates y del avance del Ejército israelí, muchos de los refugiados huyeron principalmente a Rafah. Ciudad que se volvió densa y superpoblada, con más de 1,4 millones de civiles refugiados en la zona. Sin embargo, el 6 de mayo cuando Israel invadió la ciudad, ordenó la evacuación también de los barrios orientales. Se estima que 950 000 civiles huyeron y se dirigieron a otras partes del sur de Gaza consideradas seguras, al oeste de Rafah, incluido el campo de refugiados de Al-Mawasi.
En diciembre de 2023, las Fuerzas de Defensa de Israel declararon Al-Mawasi como una «zona humanitaria segura» a las que se ordenó evacuar a los civiles. El 28 de mayo, las fuerzas israelíes bombardearon el campo de refugiados de Al-Mawasi, matando a 21 personas e hiriendo a otras 64. El ataque del 28 de mayo provocó la condena internacional y el presidente israelí, Benjamín Netanyahu, lo calificó de «trágico error». Decenas de personas murieron el 13 de junio en Al-Mawasi en nuevos ataques atribuidos a Israel.

## Bombardeos
El primer ataque comenzó poco después de la medianoche del 21 de junio. Una sobreviviente del ataque declaró que su familia fue despertada por un avión israelí y que estallaron llamas alrededor de su campamento. Testigos presenciales afirmaron que tanques israelíes lanzaron proyectiles de artillería contra tiendas de campaña improvisadas y centros de evacuación. Otro testigo afirmó que los proyectiles habían sido lanzados desde dos tanques israelíes que subían a la cima de una colina con vistas al campamento. El bombardeo impactó en una zona del campamento cercana a la sede del Comité Internacional de la Cruz Roja en Palestina, dañando la estructura del edificio. Cientos de civiles y miembros del personal se encontraban cerca de la oficina en el momento de los bombardeos.
Testigos presenciales informaron que las fuerzas israelíes dispararon una segunda ronda de proyectiles contra el campamento cuando los civiles abandonaban sus tiendas. Un trabajador de Defensa Civil Palestina declaró que dos lugares del campamento de Al-Mawasi fueron alcanzados por el bombardeo israelí y que el segundo estaba más cerca de la entrada del CICR. Associated Press consideró que estos lugares estaban justo fuera de la zona segura de Al-Mawasi.

## Víctimas
El Comité Internacional de la Cruz Roj (CICR) informó que el hospital de al-Mawasi sufrió una «afluencia masiva de víctimas» debido a los bombardeos y que habían recibido 22 cadáveres y 45 personas heridas, junto con informes de víctimas adicionales. Aunque, en su declaración, no mencionara quién era el responsable del ataque. La Defensa Civil Palestina informó de un saldo de 18 muertos y 35 heridos. El Ministerio de Salud de Gaza anunció un saldo de al menos 25 muertos y 50 heridos, y acusó a las Fuerzas de Defensa de Israel de los bombardeos.
Funcionarios israelíes declararon que el ataque estaba «bajo revisión» y dijeron que «no había indicios de que el ataque fuera llevado a cabo por las FDI».

## Reacciones
El Alto representante de la Unión para Asuntos Exteriores y Política de Seguridad, Josep Borrell, declaró que: «La Unión Europea condena el bombardeo, que dañó la oficina del Comité Internacional de la Cruz Roja en Gaza y causó decenas de víctimas. Es necesaria una investigación independiente y los responsables deben rendir cuentas».